# (4543) Fénix
(4543) Fénix es un asteroide que forma parte de los asteroides troyanos de Júpiter y fue descubierto por Carolyn Jean S. Shoemaker el 2 de febrero de 1989 desde el observatorio del Monte Palomar, Estados Unidos.

## Designación y nombre
Fénix fue designado inicialmente como 1989 CQ1.
Más tarde, en 1991, se nombró por Fénix, un personaje de la mitología griega.

## Características orbitales
Fénix está situado a una distancia media del Sol de 5,117 ua, pudiendo alejarse hasta 5,61 ua y acercarse hasta 4,624 ua. Tiene una excentricidad de 0,09638 y una inclinación orbital de 14,71 grados. Emplea 4228 días en completar una órbita alrededor del Sol.

## Características físicas
La magnitud absoluta de Fénix es 9,8. Tiene un diámetro de 62,79 km y emplea 38,87 horas en completar una vuelta sobre su eje. Su albedo se estima en 0,0591.